# Loredana Sist
Loredana Sist (...) è un'archeologa ed egittologa italiana.

## Biografia
Docente di egittologia presso l'Università La Sapienza di Roma , responsabile della Missione Archeologica in Basso Egitto, ha effettuato scavi nel sito di Kôm el-Ghoraf, l'antica città di Metelis. 